# Spoorlijn Hollenbek - Mölln
De spoorlijn Hollenbek - Mölln was een Duitse spoorlijn in Sleeswijk-Holstein.

## Geschiedenis
Het traject werd door de Preußische Staatseisenbahnen geopend op 1 april 1899 om de stad Mölln en directe verbinding te bieden op de spoorlijn Hagenow Land - Bad Oldesloe richting Berlijn. Na de Duitse deling was er geen doorgaand vervoer meer en werd de lijn in 1959 gesloten en opgebroken.

## Aansluitingen
In de volgende plaatsen is of was er een aansluiting op de volgende spoorlijnen:
Hollenbek
DB 6928, spoorlijn tussen Hagenow Land en Bad Oldesloe
Mölln
DB 1121, spoorlijn tussen Lübeck en Büchen